# Men (divinità)

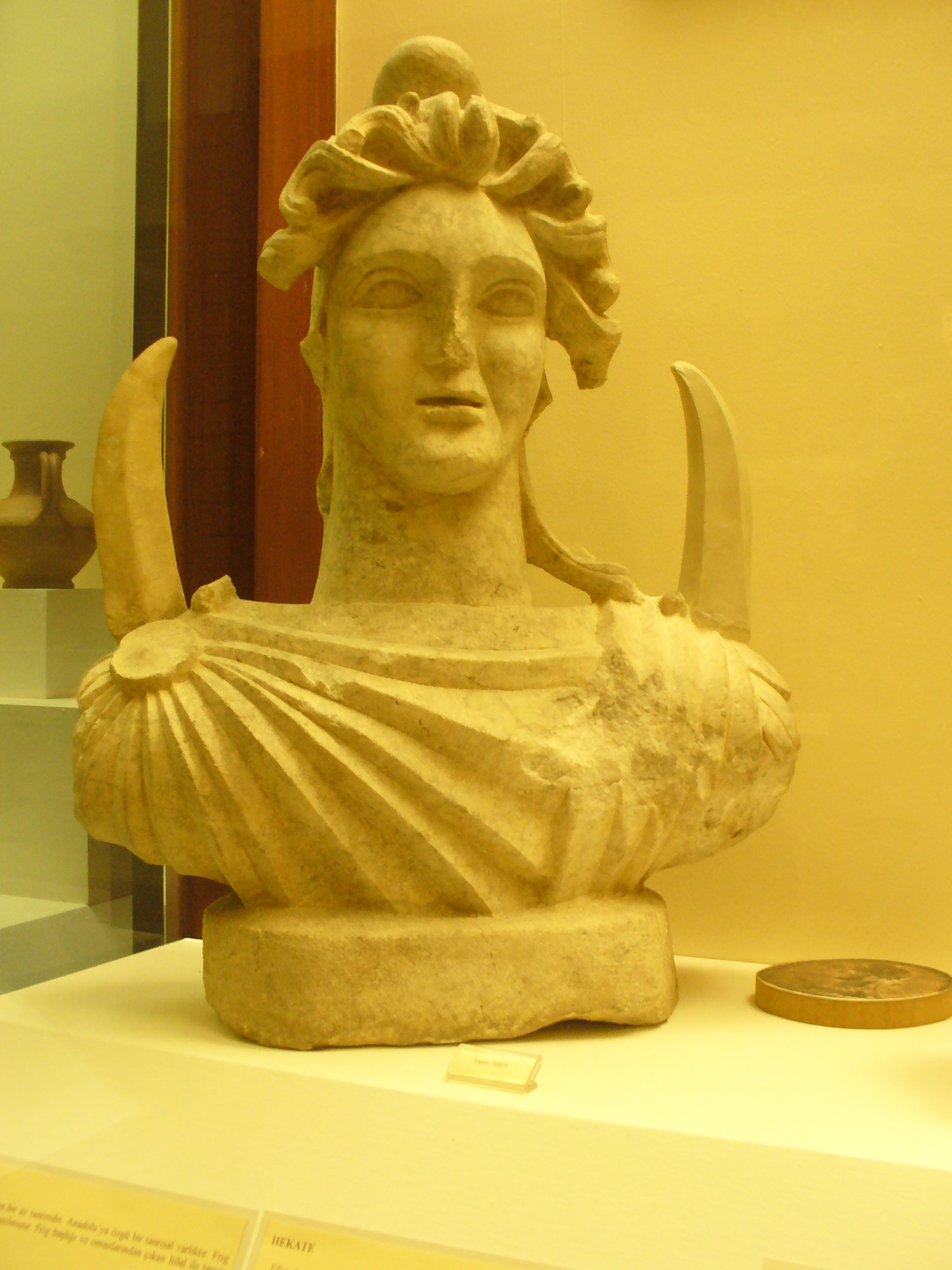
Busto del dio Men, conservato presso il Museo delle civiltà anatoliche, ad Ankara.

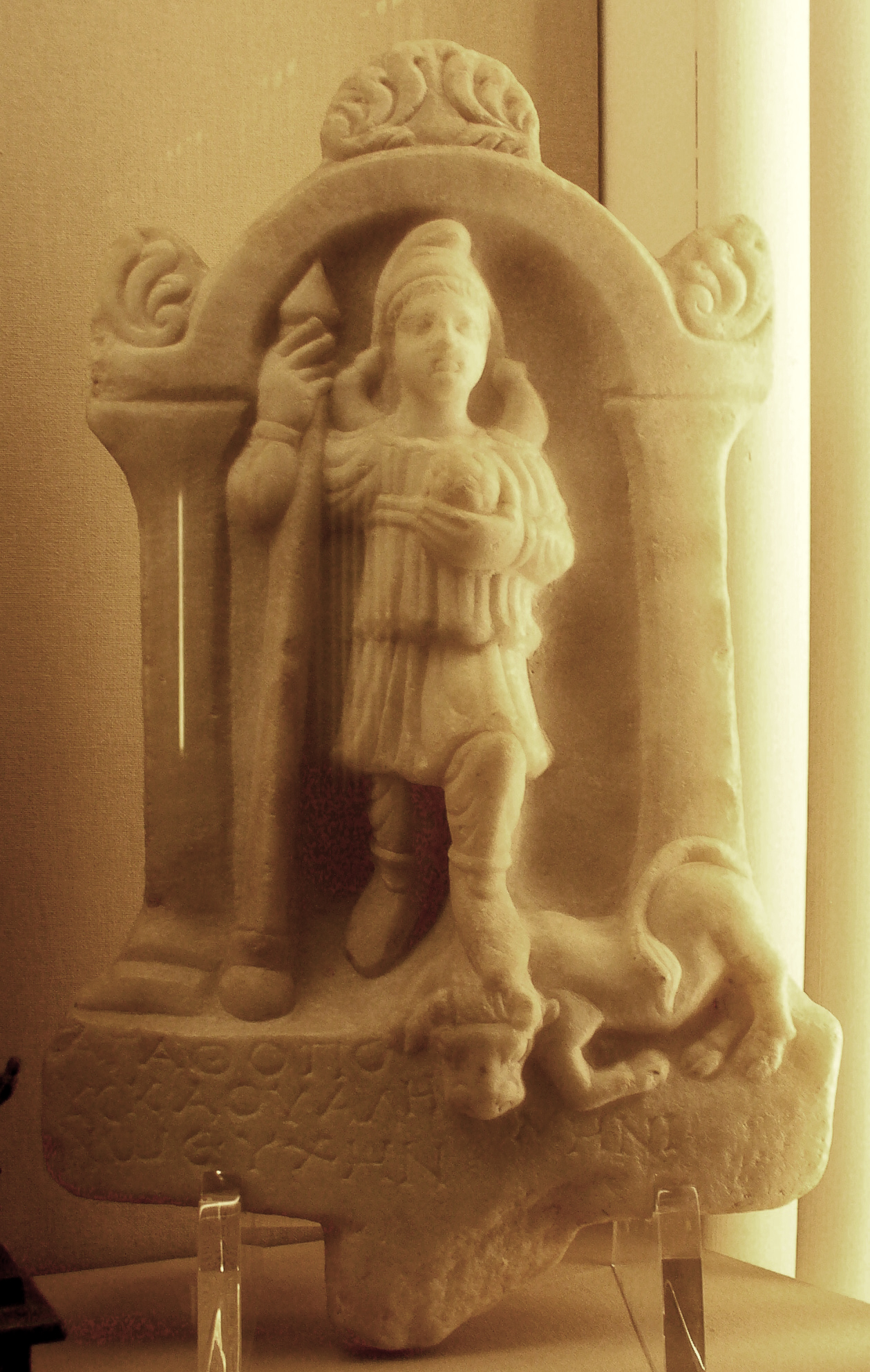
Rilievo raffigurante il dio Men, conservato presso il British Museum, a Londra.

Men (Greco: Μήν, latino: Mensis, e conosciuto anche come Men Ascaënus ad Antiochia di Pisidia) è una divinità lunare maschile il cui culto ha interessato l'area occidentale della penisola anatolica nel periodo antico. È indicato come il custode dei mesi. Etimologicamente il nome del dio deriva dalla radice indo-ariana utilizzata per indicare l'astro notturno, me, che si riferisce anche al concetto di misurare. Il dio veniva descritto come il grande "misuratore". È interessante osservare che dal nome del dio potrebbe essere derivato quello della Luna in inglese e tedesco, rispettivamente Moon (Mona in inglese arcaico) e Mond (Mene in gotico).
Poiché la Luna nel tempo muta aspetto, cresce fino a diventare piena e poi si riduce, fino a scomparire, al suo culto è stato associato in differenti culture quello della morte. Le divinità lunari sono spesso ctonie e funerarie, e anche Men è stato venerato come la divinità della morte.

## Iconografia
Il simbolismo lunare domina l'iconografia del dio. Il dio è abitualmente raffigurato con il berretto frigio, una tunica con cinta e dei corni aperti sulle spalle, a somiglianza di una luna crescente. È quasi sempre raffigurato in piedi o a cavallo, raramente seduto. Cavalca cavalli, ma anche altri animali, quali arieti, pantere, leoni, galli o tori. La sua iconografia richiama quella di Mitra, che indossa un berretto frigio ed è comunemente raffigurato con un toro e con simboli del Sole e della Luna.
Raramente Men è raffigurato con le mani libere: generalmente tiene uno scettro, una patera (una coppa sacrificale) o una pigna. Quando ha le mani libere, una di esse poggia sul fianco, all'altezza dell'anca. In alcune raffigurazioni calpesta la testa di un bue. Durante il periodo dell'imperatore Augusto, al dio venne associata l'idea della Vittoria e anche nell'iconografia tradizionale il dio cominciò a essere accompagnato da una Nike.
L'effigie del dio comparve su numerose monete votive di diffusione regionale, anche in epoca romana. I Romani, che veneravano una divinità lunare femminile, Luna, adottarono di volta in volta soluzioni differenti per indicare il dio: inizialmente su alcune monete riportarono il nome frigio, su altre quello greco. Durante il regno di Antonino Pio furono battute monete sulle quali il dio era indicato come Mensis. Infine venne adottata la formula LUS stante per Lunae Votum Solvit che permetteva di non indicare esplicitamente il genere del dio.

## Storia del culto
Il culto di Men era probabilmente derivato da quello del dio Sin, presente nella mitologia mesopotamica. Alcuni scrittori antichi descrivono Men come una divinità locale dei Frigi.
Il Dr Mehmet Taşlıalan, che ha studiato le rovine di Antiochia di Pisidia ha sottolineato che la popolazione che si era stabilita sull'acropoli durante il periodo della colonizzazione greca, venerava Men Askaenos come divinità protettrice della città. Nel 25 a.C., al tempo in cui la regione attorno ad Antiochia conquistata da Augusto venne elevata a rango di provincia, al dio venne associata l'idea della Vittoria. E. Lane suggerisce che i Romani possano aver fondato una loro colonia nei pressi di Antiochia proprio per sfruttare la propaganda che sarebbe derivata dal culto del popolare dio Men. Nel luogo dove fu edificato il tempio dedicato ad Augusto sono presenti segni del culto di Men come bucrania (teschi di buoi) scolpiti sulle mura in pietra. Anche il tempio imperiale reca sul fregio teste di buoi e ghirlande.
L'Historia Augusta riporta che l'imperatore romano Caracalla venne assassinato nel 217 mentre era diretto a Carre per venerare il dio Lunus. Lo stesso autore riporta l'opinione diffusa nella regione secondo cui chi avesse venerato tale divinità lunare riferendosi ad essa al femminile, sarebbe stato sottomesso alla volontà delle donne; mentre chi si fosse riferito ad essa al maschile, avrebbe dominato la propria vita. Sebbene alcuni studiosi hanno suggerito che Lunus possa essere la forma latinizzata di Men, altri l'hanno associato più solidamente al dio Sin.
In epoche successive, Men potrebbe essere stato identificato con Attis, in Frigia, e con Sabazio, in Tracia; potrebbe inoltre aver condiviso una comune origine con la divinità lunare Mah, dello zoroastrismo.
Il culto di Men fu infine soppiantato dal Cristianesimo. La stessa Antiochia di Pisidia fu un'importante tappa della predicazione di san Paolo all'inizio dell'era cristiana.